# Taça Continental de Hóquei em Patins de 2016
A Taça Continental de Hóquei em Patins de 2016 foi a 36º edição da Taça Continental de Hóquei em Patins organizada pela CERH, disputada entre os vencedores da Liga Europeia de Hóquei em Patins de 2015–16, SL Benfica e da Taça CERS de 2015–16, OC Barcelos. A 1ª mão foi disputada a 08 de Outubro de 2016 em Barcelos, Portugal. A 2ª mão foi disputada a 15 de Outubro de 2016 em Lisboa, Portugal.
O SL Benfica conquistou o seu terceiro troféu.

## Jogos

### 1ª Mão
| 8 de Outubro de 2016 | OC Barcelos | 5-4 | SL Benfica | Pav. Municipal de Barcelos, Barcelos            |
| 19:00 UTC            | 1-0 Reinaldo Ventura 1.01 1ªP 2-1 Luís Querido 22.03 1ªP 3-1 Álvaro Morais 0.23 2ªP 4-2 Álvaro Morais 16.34 2ªP 5-2 Reinaldo Ventura 18.45 2ªP |     | 1-1 João Rodrigues 3.53 1ªP 3-2 Carlos Nicolia 14.02 2ªP 5-3 Jordi Adhroer 21.06 2ªP 5-4 Jordi Adroher 23.21 2ªP | Árbitro: Francisco Jorge Garcia Rúben Fernandez |

### 2ª Mão
| 15 de Outubro de 2016 | SL Benfica | 9-2 | OC Barcelos                                                            | Pav. Império Bonança, Lisboa        |
| 17:00 GMT             | 1-0 João Rodrigues 10' 1ªP 2-0 Jordi Adroher 20' 1ªP 3-1 João Rodrigues 24' 1ªP 4-1 Tiago Rafael 0'40 2ªP 5-1 João Rodrigues 3' 2ªP 6-1 João Rodrigues 5' 2ªP 7-2 Miguel Rocha 9' 2ªP 8-2 Jordi Adroher GP 9' 2ªP 9-2 Jordi Adroher 21' 2ªP |     | 2-1 João "Joca" Guimarães 23' 1ªP 6-2 Miguel Vieira "Vieirinha" 7' 2ªP | Árbitro: Oscar Valverde Sergi Mayor |

| Vencedores Taça Continental 2016 |
| SL BENFICA 3º Titulo             |